# Licq-Athérey
Licq-Athérey – miejscowość i gmina we Francji, w regionie Nowa Akwitania, w departamencie Pireneje Atlantyckie.
Według danych na rok 1990 gminę zamieszkiwało 237 osób, a gęstość zaludnienia wynosiła 13 osób/km² (wśród 2290 gmin Akwitanii Licq-Athérey plasuje się na 941. miejscu pod względem liczby ludności, natomiast pod względem powierzchni na miejscu 603.).